# لفافة خبز

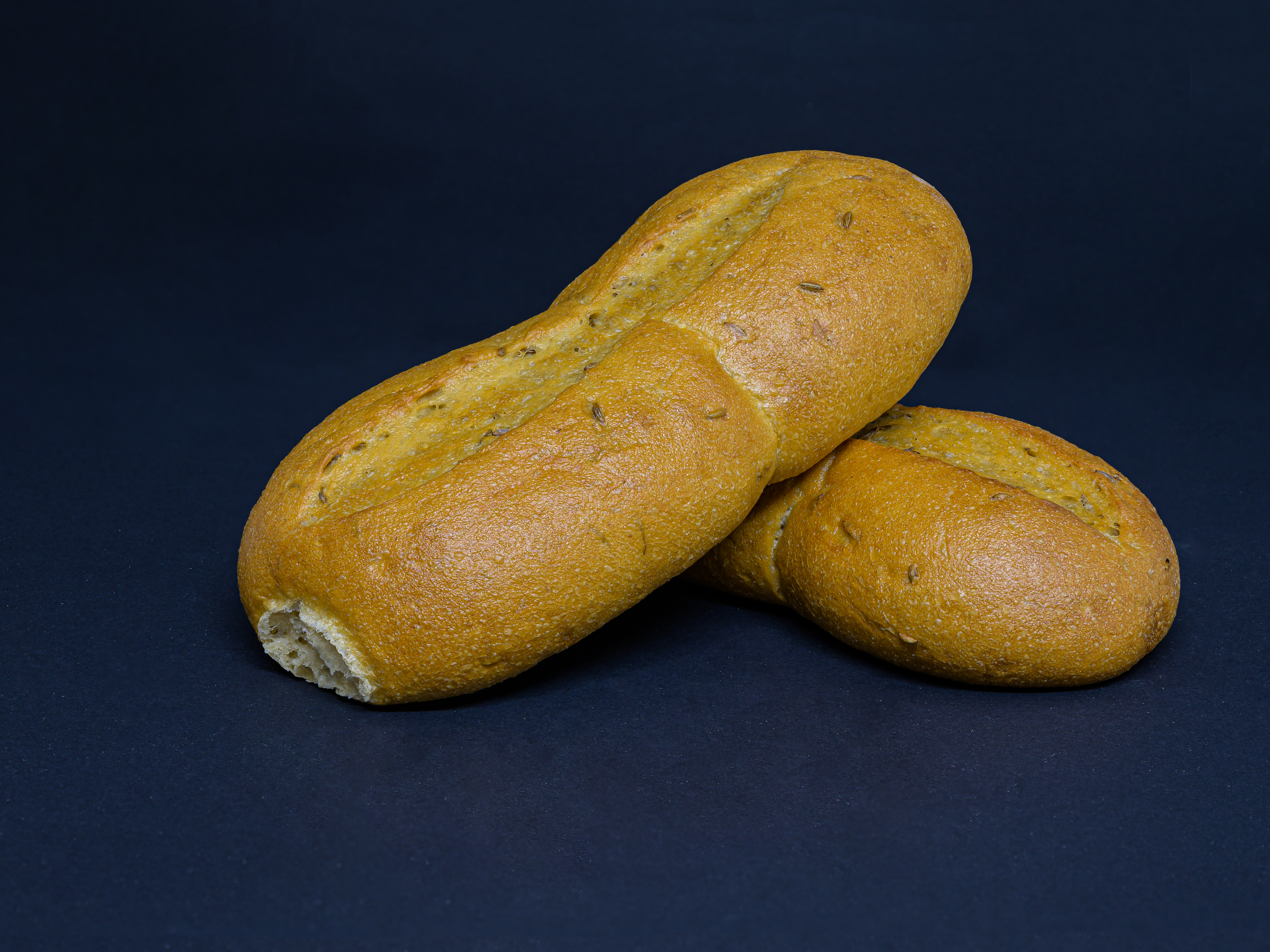
خبز الزويبالن (Zwieballen) هو لفائف الخبز الشائعة في بلدة شارنشتاين في ولاية النمسا العليا.

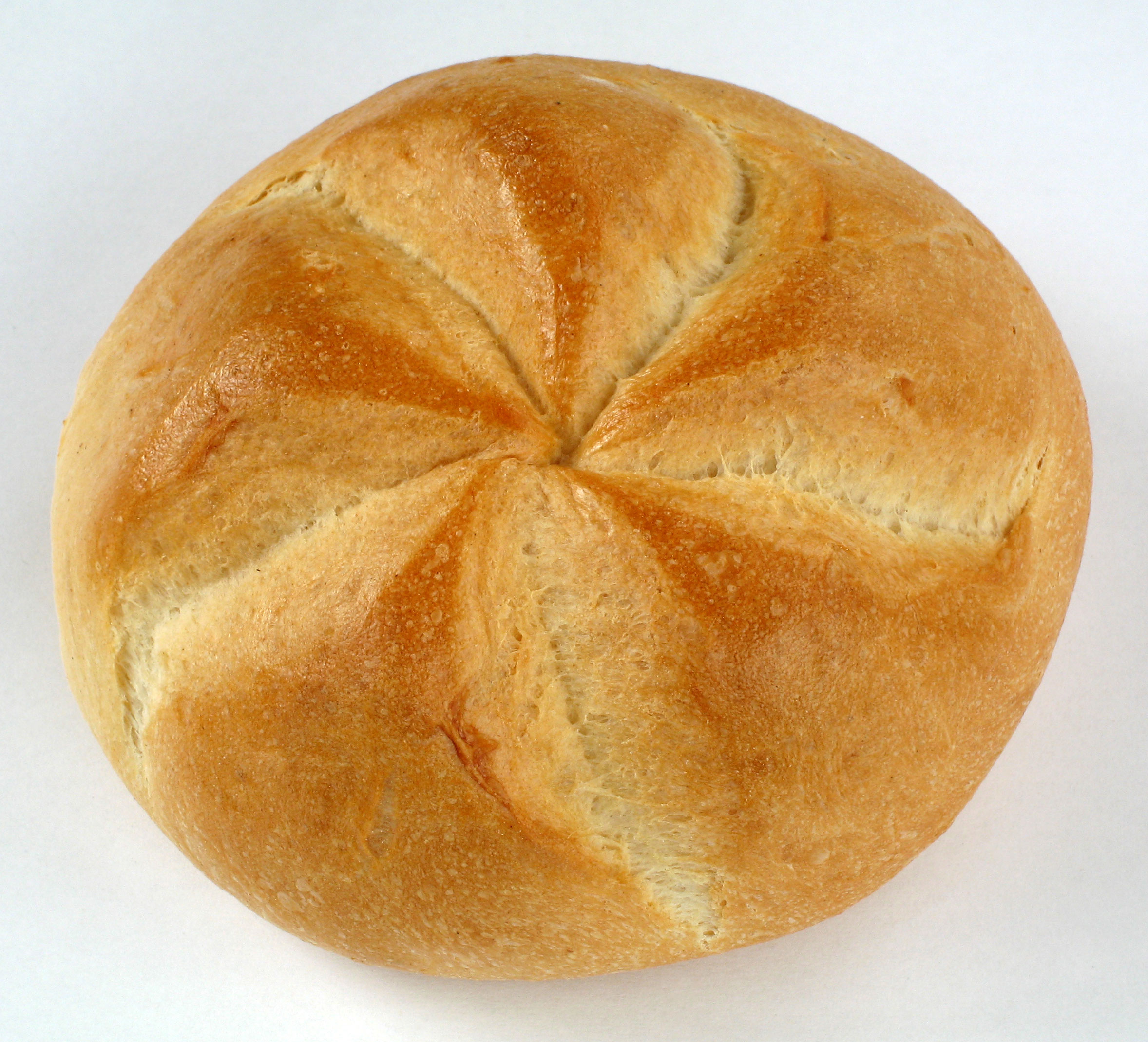
خبز الكيزر النمساوي.

لفافة الخبز (بالإنجليزية: Bread roll) (بالفرنسية: Petit pain، ت.ح. ''البيتي بان'') هو خبز صغير، عادة ما يكون مستطيلًا أو دائريًا، يُقدم طبقًا جانبيًا (يؤكل عاديًا أو مع الزبدة)، وتكون حلوة أو مالحة. يمكن تقديمها وتناولها كاملة أو تقطيعها وحشوها، ونتيجة لذَلك يُطلق عليها شطيرة (ساندويتش-Sandwitch).
في المغرب والجزائر وتونس والمناطق الفرنسية في الشمال الشرقي المتاخمة للحدود تُشير عبارة (Petit Pain) إلى "خبز الشوكولاتة" (Pain Au Chocolat).

## تاريخ

### فرنسا
في بداية القرن الثامن عشر، خطرت في بال أحد الخبازين في باريس فكرة وضع خميرة البيرة في عجينة الخبز الخاصة به لصنع أرغفة صغيرة، تسمى أيضًا ( pain mollet)؛ وقد حظيت هذه الخبزات بتقدير الملكة ماريا دي ميديشي لدرجة أنها أعيدت تسميتها بـ "خبز الملكة" (pain à la reine). في فرنسا، خلال النظام القديم، كان (petit pain) يشير إلى الخبز الفاخر وتم فرض ضرائب عليه على عكس (gros pain). مخابز (petit pain) هي الوحيدة القادرة على بيع هذا النوع من الخبز، على عكس مخابز (gros pain).

### أوروبا
تعتبر اللفائف شائعة في جميع أنحاء أوروبا. تُعرف اللفائف بأسماء مختلفة، إذ تحتوي بعض اللغات الأوروبية على العديد من المصطلحات المحلية واللهجية للإشارة إلى لفائف الخبز. وتشمل هذه التصغيرات في اللغة الألمانية لكلمة (Brot) (خبز) في معظم أنحاء غرب ووسط ألمانيا (حيث يطلق عليها اسم Brötchen) وفي سويسرا (حيث يطلق عليها اسم Brötli). تشمل مصطلحات اللغة الألمانية الأخرى Rundstück ("قطعة مستديرة") في هامبورغ وشليسفيغ هولشتاين؛ (Weckerl) أو بشكل أكثر تحديدا (Semmel) في النمسا وساكسونيا وجنوب بافاريا؛ و(Weck) في معظم أنحاء بادن-فورتمبيرغ وفرنكونيا وسارلاند؛ و(Schrippe) في برلين وأجزاء من براندنبورغ. تظهر بعض هذه الأسماء في لغات أوروبية أخرى أيضًا، على سبيل المثال (zsemle) في المجرية، أو (rundstykker) ("قطع مستديرة") في الدنماركية والنرويجية. في هولندا يطلق عليه اسم (broodje).[بحاجة لمصدر]
"الخبز الصغير" يوجد أيضًا في اللغة الإيطالية باسم "بانيني"، والذي يشير أيضًا بشكل شائع إلى لفافة خبز صغيرة محشوة. تظهر خبز الكيزر مرة أخرى في إيطاليا باسم (Michetta) أو (Rosetta). في اللغة السويدية، يسمى (frukost) bullar ("كعكات (الإفطار))، franskbrödbullar ("كعكة الخبز الفرنسية") أو ببساطة fralla ("كعكة")، طعام مريح يؤكل مع الزبدة وأي نوع من الإضافات (مربى البرتقال، الجبن، لحم الخنزير، السلامي) لوجبات الإفطار الخاصة في نهاية الأسبوع. (Doppelweck) أو (Doppelbrötchen) هو نوع من لفائف الخبز التي نشأت في منطقة سارلاند والتي تتكون من لفافتين متصلتين جنبًا إلى جنب قبل الخبز.[بحاجة لمصدر]
هناك العديد من المصطلحات الخاصة بخبز اللفائف داخل المملكة المتحدة اعتمادًا على المنطقة. تشمل هذه الأسماء اللفائف (roll)، وبالنسبة لأقلية من السكان (عادة ما يتركزون في مناطق محددة) تسمى (bap)، وكعكة البارم (barm cake)، و(batch)، وكعكة الخبز (breadcake)، و(bun)، و(cob)، وكعكة الشاي (teacake)، و(muffin).
توجد مجموعة متنوعة من الخبز في أوروبا، من الخبز الأبيض المصنوع من دقيق القمح، إلى الخبز الداكن الذي يحتوي في الغالب على دقيق الجويدار. تشتمل العديد من الأنواع على التوابل، مثل الكزبرة والكمون، أو المكسرات. ومن الشائع أيضًا أن يحتوي على بذور كاملة مثل السمسم أو الخشخاش أو اليقطين أو عباد الشمس.[بحاجة لمصدر]

## في الثقافة الشعبية
تعتبر «رقصة لفافة الخبز» (The roll dance) مشهدا شهيرا من الفيلم الأمريكي حمى الذهب للمخرج تشارلي تشابلن والذي صدر عام 1925.